# 刘适兰
刘适兰（1962年1月24日—），女，四川成都人，中国国际象棋棋手、女子特级大师。现为深圳棋院负责人、中国国际象棋协会副主席。曾担任第六、七届全国政协委员。

## 生平
1979年起，刘适兰九次获得全国国际象棋比赛女子冠军。1981年，获得女子国际大师称号，成为中国首位女子国际大师。1982年，她在女子世界冠军赛区际赛（Interzonal）中以9/14的成绩获得第三名，并取得了参加世界冠军挑战者资格赛的机会。同年，晋升为国际象棋女子特级大师，是中国与亚洲第一位女子特级大师。此外，她还代表中国国家队于1980年至1988年间继续参加了五届国际象棋奥林匹克。

## 奖项和荣誉
刘适兰获得过全国十佳运动员、建国35周年及40周年杰出运动员、体育运动荣誉奖章等荣誉。